# Малая Раковка (Самарская область)
Малая Раковка — деревня в Красноярском районе Самарской области, входит в состав сельского поселения Большая Раковка.

## География
Деревня находится на расстоянии примерно 27 км (по прямой) к северо-востоку от села Красный Яр, административного центра района.

### Часовой пояс
Деревня Малая Раковка, как и вся Самарская область, находится в часовой зоне МСК+1. Смещение применяемого времени относительно UTC составляет +4:00.

## Население
| 2010 |
| ---- |
| 0    |